# Островная лужелюбка
Островная лужелюбка (лат. Phrynobatrachus dispar) — вид бесхвостых земноводных семейства Phrynobatrachidae. Эндемик Сан-Томе и Принсипи. Его естественная среда обитания — лужи в девственном лесу и заброшенные плантации. Впервые он был описан Вильгельмом Петерсом в 1870 году как Arthroleptis dispar. Этот вид встречается на острове Принсипи на высоте до 947 метров над уровнем моря.